# زنان در ژاپن
در حالی که زنان در ژاپن پس از جنگ جهانی دوم به عنوان حقوقی برابر با مردان شناخته شدند، شرایط اقتصادی زنان نامتوازن مانده‌است. ابتکارات سیاست مدرن برای تشویق مادر و مشارکت در محل کار نتایج متفاوتی داشته‌است.
زنان در ژاپن در سال ۱۹۴۷ حق رأی به دست آوردند. در حالی که وضعیت زنان ژاپنی در دهه‌های گذشته بهبود یافته‌است ، انتظارات سنتی از زنان متأهل و مادران به عنوان مانعی برای برابری اقتصادی کامل ذکر شده‌است. سلطنت کاملاً مردانه است و یک شاهزاده خانم هنگام ازدواج با یک فرد معمولی مجبور است از وضعیت سلطنتی خود دست بکشد.

## تاریخ فرهنگی
میزان حضور زنان در جامعه ژاپن با گذشت زمان و طبقات اجتماعی متفاوت بوده‌است. در قرن هشتم، ژاپن دارای امپراطورانی زن بود و در قرن دوازدهم در دوره هین، زنان در ژاپن می‌توانستند اموال را به نام خود به ارث ببرند و خودشان آن را اداره کنند: "زنان می‌توانستند اموال داشته باشند، تحصیل کنند.
از اواخر دوره ادو وضعیت زنان رو به افول گذاشت. در قرن هفدهم میلادی، " اونا دایگاکو (Onna Daigaku)"، یا "Learning for Women" توسط نویسنده کنفوسیونیست کائیبارا اککن ، انتظارات را برای زنان ژاپنی بیان کرد و اظهار داشت که چنین چیزی احمقانه شخصیت اوست ." به ویژه، به عدم اعتماد به نفس و اطاعت از شوهرش " که بر او تحمیل می‌شود.
در دوره میجی، صنعتی سازی و شهرسازی اقتدار پدران و شوهرها را کاهش داد، اما در عین حال قانون مدنی میجی ۱۸۹۸ (به‌طور خاص معرفی سیستم ie) حقوق قانونی زنان را نفی کرد و آنها را مطیع خواسته‌های خانواده قرار داد.

## وضعیت سیاسی زنان
قانون اساسی ژاپن، تهیه شده توسط ایالات متحده و در دوران پس از جنگ به تصویب رسید، چارچوبی قانونی برای پیشرفت برابری زنان در ژاپن فراهم می‌آورد. در سال ۱۹۴۶ به زنان حق رأی داده شد. این امر به آنها آزادی، برابری بیشتر با مردان و موقعیت بالاتر در جامعه ژاپن را می‌داد. سایر اصلاحات پس از جنگ، مؤسسات آموزش و پرورش را به روی زنان گشود و زنان را ملزم به دریافت حقوق برابر برای کار برابر کرد. در سال ۱۹۸۶، قانون فرصت اشتغال برابر به اجرا درآمد. از نظر قانونی، موانع اندکی برای مشارکت برابر زنان در زندگی جامعه باقی مانده‌است.

## زندگی حرفه ای
در طول قرن بیست و یکم، زنان ژاپنی نسبت به جمعیت زنان شاغل ایالات متحده در ابعاد بالاتری کار می‌کنند. سطح درآمد بین زن و مرد در ژاپن مساوی نیست. زن ژاپنی به‌طور میانگین ۴۰ درصد کمتر از یک مرد درآمد کسب می‌کند و یک دهم مقام‌های مدیریتی در اختیار زنان قرار گرفته‌است. زنان اغلب در مشاغل پاره وقت یا موقت یافت می‌شوند. ۷۷٪ از این مشاغل توسط زنان در سال ۲۰۱۲ تکمیل شد. در بین زنانی که کار می‌کنند، اتحادیه‌های زنان فقط از نظر اندازه و قدرت نسبی اندک هستند.

## زندگی خانوادگی

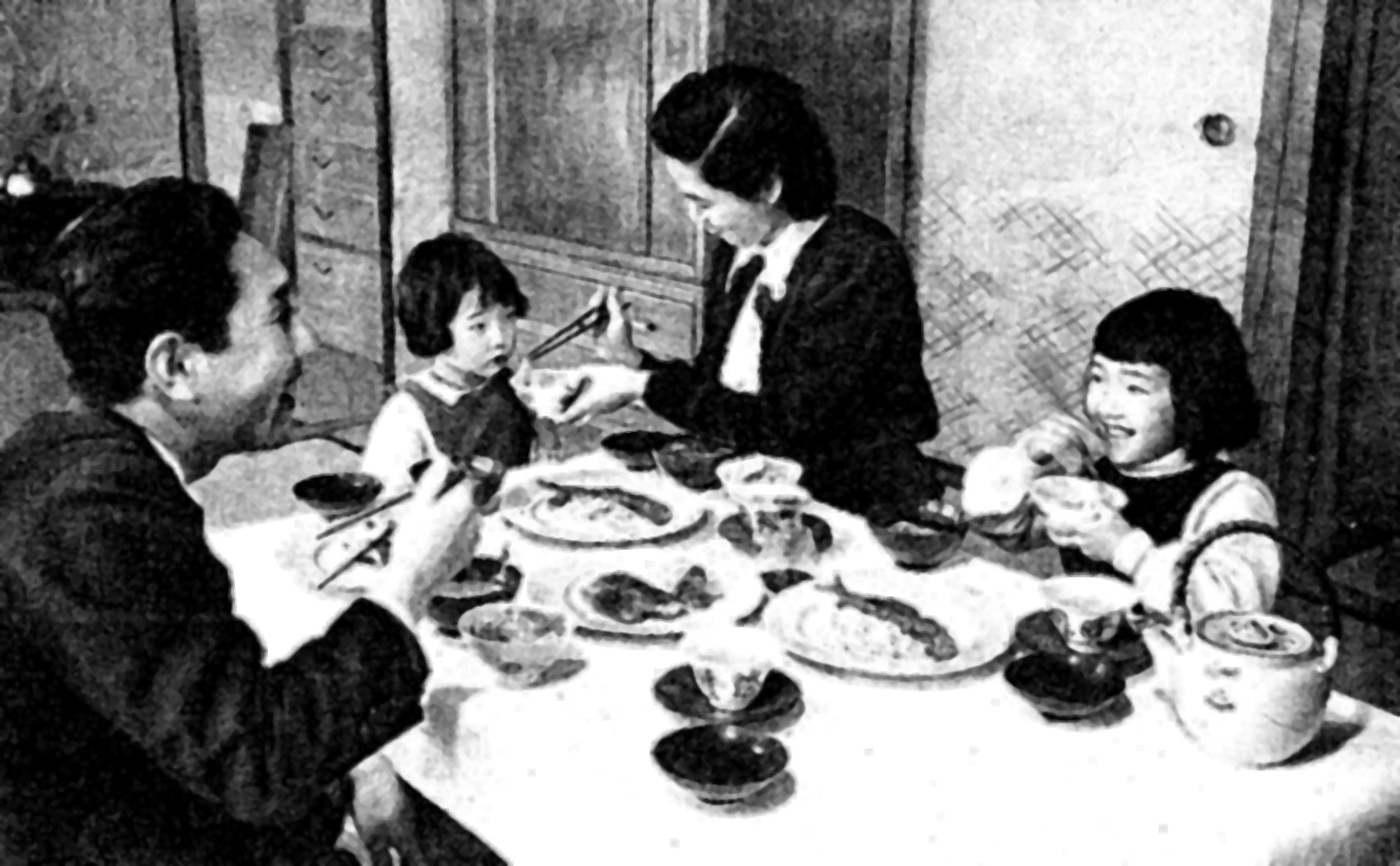
یک خانواده ژاپنی که در دهه ۵۰ در یک مجله نشان داده شده‌است.

نقش سنتی زنان در ژاپن به عنوان «سه مورد تسلیم» تعریف شده‌است: زنان جوان به پدران خود تسلیم می‌شوند. زنان متأهل به همسرشان تسلیم می‌شوند و زنان سالخورده به فرزندان خود تسلیم می‌شوند. گونه‌های این چیدمان را می‌توان در ژاپن معاصر مشاهده کرد، جایی که زنان خانه‌دار وظیفه آشپزی، تمیز کردن، فرزندآوری و حمایت از همسران خود را برای کار بدون هیچ گونه نگرانی در مورد خانواده و همچنین تعادل در امور مالی خانواده دارند. با این حال، با افزایش تعداد خانواده‌های دارای درآمد دوگانه، زنان و مردان مشاغل خانگی را به اشتراک می‌گذارند، و تحقیقات نشان می‌دهد که این منجر به افزایش رضایتمندی نسبت به خانوارهایی است که کار را به روشهای سنتی تقسیم می‌کنند.

## تحصیلات

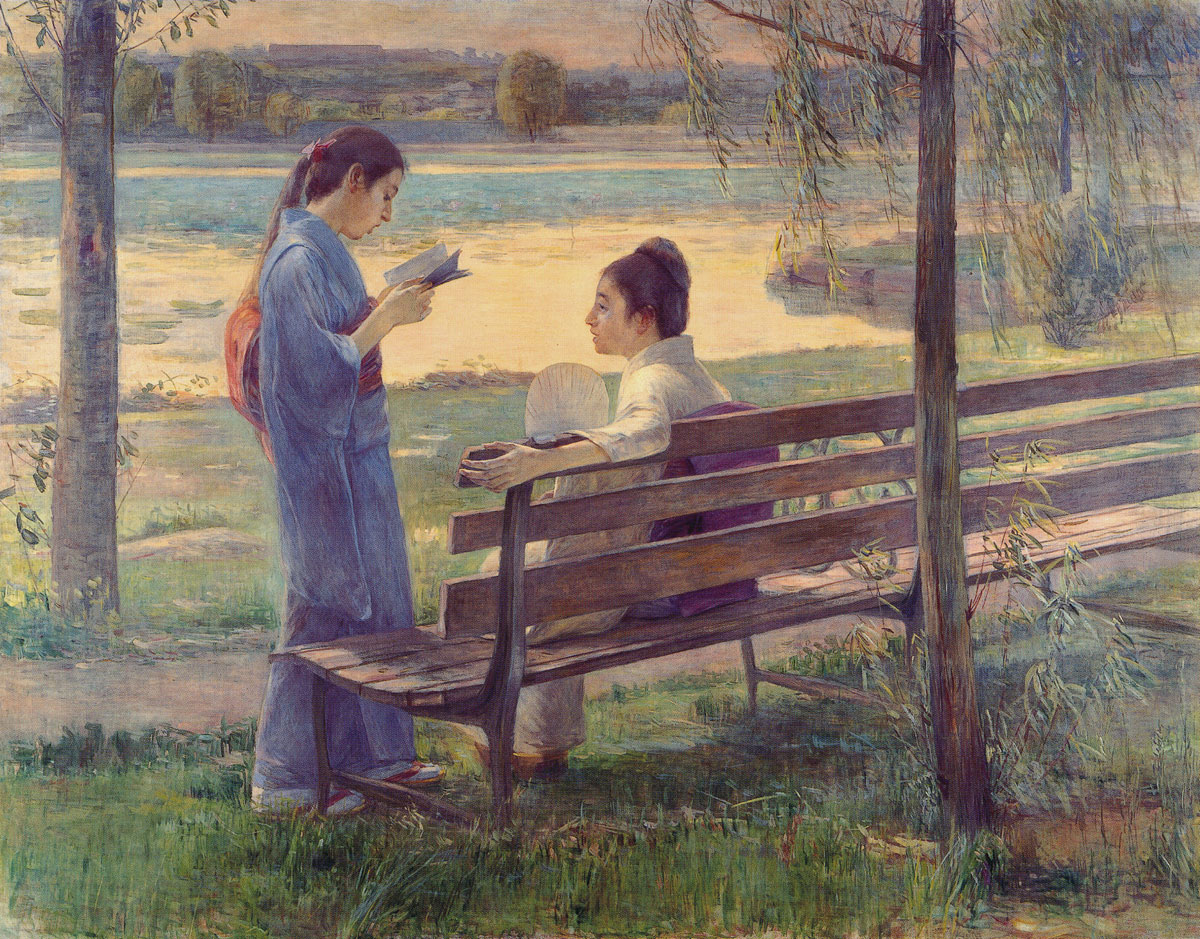
دختران نوجوان که مشغول خواندن کتاب هستند، عصر تابستانی در کنار دریاچه (۱۸۹۷) اثر فوجیشیما تاجی

با پیشرفت جامعه، دختران بیشتر و بیشتر برای دریافت آموزش عالی به دانشکده‌ها می‌روند. امروزه بیش از نیمی از زنان ژاپنی فارغ التحصیلان دانشگاه یا دانشگاه هستند. نسبت محققان زن در ژاپن ۱۴٫۶٪ است.
در دوره مبارزات انتخاباتی دوران میجی، آموزش مدرن زنان با جدیت آغاز شد. اولین مدارس برای زنان در طول این زمان آغاز شد، هر چند موضوعات آموزش و پرورش بسیار جنسیتی بودند، زنان هنر کلاس سامورایی، مانند مراسم چای و گل‌آرایی را یادمی‌گرفتند. قانون آموزش ۱۸۷۱ تصریح کرد که دانش آموزان باید «بدون هیچ گونه تمایزی از کلاس و جنسیت» آموزش ببینند. با این وجود، پس از سال ۱۸۹۱ دانش آموزان پس از کلاس سوم جدا شدند، و بسیاری از دختران تحصیلات خود را در دوره متوسطه تمدید نکردند.
در اواخر دوره میجی، در هر بخش ژاپن یک مدرسه دخترانه وجود داشت که با ترکیبی از مدارس دولتی، مبلغین و خصوصی اداره می‌شد. تا سال ۱۹۱۰، تعداد بسیار کمی از دانشگاه‌ها زنان را پذیرفتند. فارغ‌التحصیلی اطمینان حاصل نمی‌شد، زیرا اغلب زنان برای ازدواج یا مطالعه «امور عملی» از مدرسه بیرون می‌کشیدند.

## سلامتی
امید به زندگی زنان ژاپنی در ۸۷ سالگی طولانی‌ترین از هر جنسیتی در هر نقطه از جهان است.
سقط جنین در ژاپن تحت برخی محدودیت‌ها قانونی است. این تعداد در سال از سال ۱۹۷۵ تاکنون ۵۰۰۰۰۰ نفر کاهش یافته‌است. با این حال، از ۲۰۰۰۰۰ سقط جنین انجام شده در سال، ۱۰٪ زنان نوجوان هستند، که تعداد آنها از سال ۱۹۷۵ افزایش یافته‌است.

## زیبایی
صنعت لوازم آرایشی ژاپن دومین کشور بزرگ جهان است که بالغ بر ۱۵ میلیارد دلار در سال درآمد دارد. بازار قدرتمند محصولات زیبایی به ارزشی که در زمینه انضباط و خودسازی در ژاپن قرار دارد، متصل شده‌است، جایی که بدن از طریق کاتا تسخیر می‌شود
در دوره هی‌آن، استانداردهای زیبایی زنانه از دندانهای تیره، مقداری چربی بدن و ابروهای رنگ شده در قسمت اصلی (که تراشیده شده بودند) پیروی می‌کردند.
شرکت‌های زیبایی از زمان میجی در ایجاد استانداردهای معاصر زیبایی در ژاپن نقش داشته‌اند. به عنوان مثال، شرکت آرایشی و بهداشتی ژاپنی، شیسیدو مجله ای به نام Hannatsubaki با توصیه‌های زیبایی برای خانم‌ها که بر سبک و مو و سبک معاصر تأکید می‌کنند ، منتشر کرد. " دختر مدرن " (modern girl) قبل از جنگ ژاپن دنبال مدهای غربی بود که از طریق این نوع رسانه‌های ژاپنی فیلتر می‌شدند.
محصولات منعکس کننده چندین نگرانی رایج در بین زنان ژاپنی است. نظرسنجی‌های متعدد نشان می‌دهد که زنان نگران «چاقی، اندازه پستان، بی مویی و اندازه باسن» هستند. شکل ایده‌آل یک زن ژاپنی عموماً شکننده و ریز است. آرمان‌های زیبایی ژاپنی از ویژگی‌های کوچک و چهره‌های باریک طرفداری می‌کنند. چشمان بزرگ تحسین می‌شود، به خصوص وقتی که «پلک‌های مضاعف» دارند.
از ویژگی‌های ایده‌آل دیگر پوست کم رنگ است. پوست برنزه از لحاظ تاریخی با طبقه کارگر و پوست کمرنگ مرتبط با اشراف همراه بوده‌است. برای جلوگیری از آفتاب، بسیاری از زنان در ژاپن احتیاط می‌کنند و برخی از لوسیون‌ها برای سفیدتر شدن پوست فروخته می‌شوند.

## گیشا

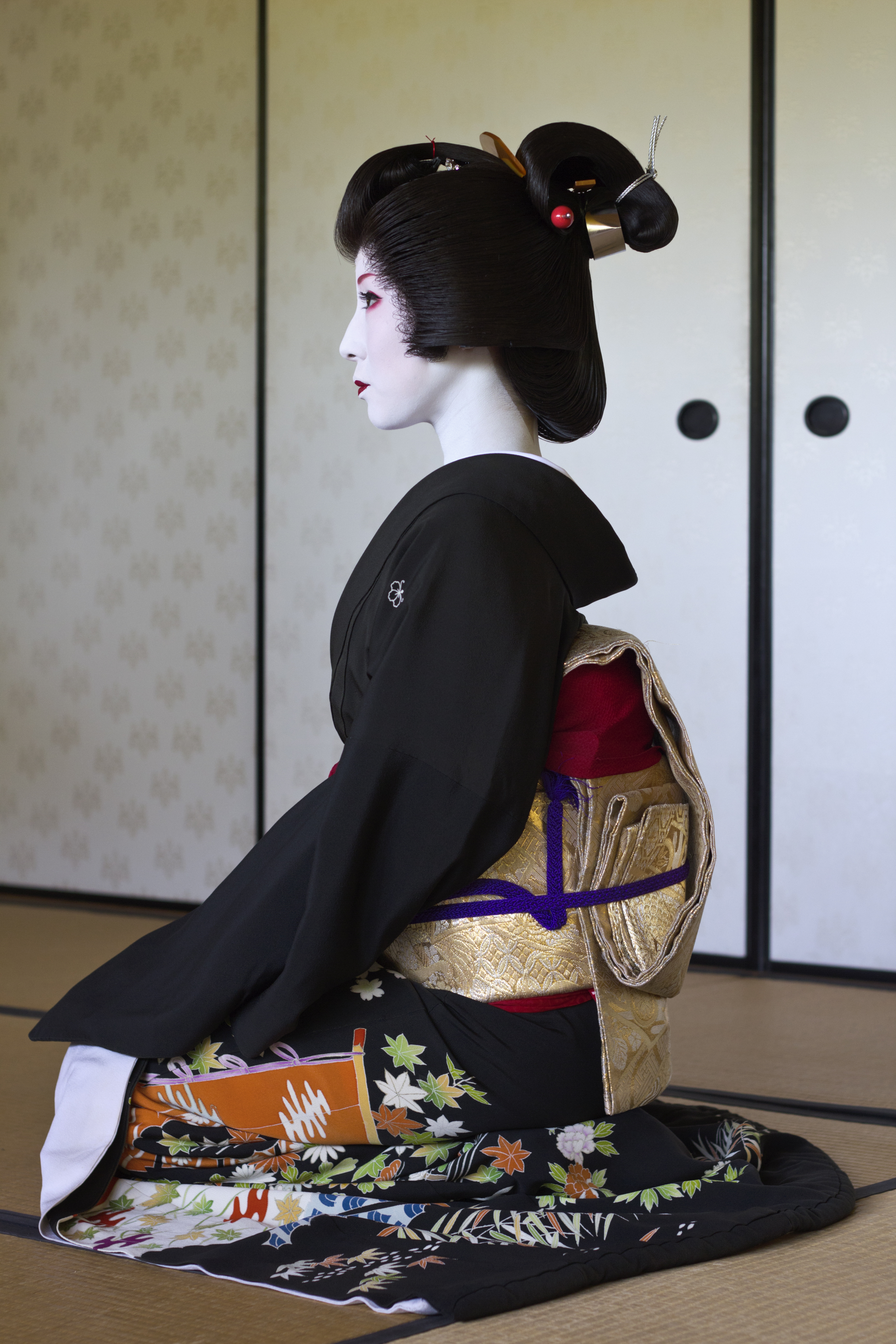
گیشا در میاگاوا-چی، کیوتو

گیشا در ژاپن به زنانی گفته می‌شد که برای رقص و آواز، سرگرمی، حاضرجوابی و پذیرایی تربیت می‌شدند و یک سرگرم‌کننده سنتی زن ژاپنی است که به عنوان یک مهماندار عمل می‌کند و مهارت‌های آن شامل اجرای هنرهای مختلف ژاپنی از جمله موسیقی کلاسیک، رقص، بازی‌ها، سرو چای و مکالمه، عمدتاً برای سرگرم کردن مشتریان مرد است. گیشا به عنوان سرگرمی‌های ماهر بسیار جدی آموزش داده می‌شود و نباید با روسپی‌ها اشتباه گرفته شود. برنامه تمرینی از سنین جوانی به‌طور معمول ۱۵ سال شروع می‌شود، و می‌تواند در هر جایی از شش ماه تا سه سال طول بکشد.
یک گیشا جوان در آموزش، زیر ۲۰ سال، یک مایکو (maiko) نامیده می‌شود. مایکو (به معنای واقعی کلمه "دختر رقصنده") مربی ارشد ژایشه خود یادمی‌گیرد و همه تعالیمشان را دنبال می‌کند. سپس در حدود ۲۰ تا ۲۲ سالگی، مایکو در مراسمی به نام اریکای (erikae) به یک گیشای تمام عیار ارتقا می‌یابد.

## پیشگیری از بارداری و تمایلات جنسی

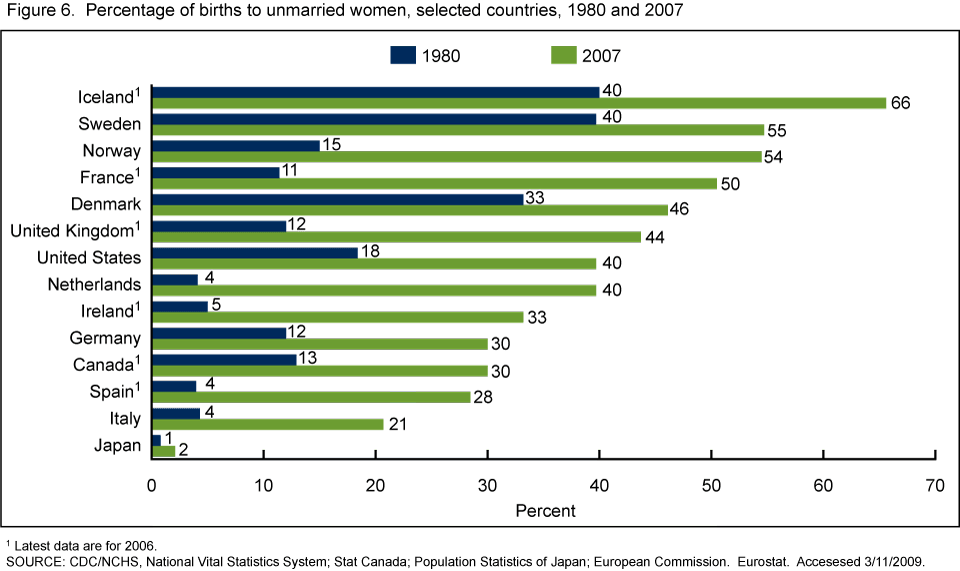
درصد تولد زنان بی سرپرست در کشورهای منتخب، ۱۹۸۰ و ۲۰۰۷. همان‌طور که در شکل مشاهده می‌شود، ژاپن روند سایر کشورهای غربی کودکانی که در خارج از ازدواج متولد شده‌اند را به همان میزان دنبال نکرده‌است.

در ژاپن، قرص ضدبارداری در سال ۱۹۹۹، خیلی دیرتر از بیشتر کشورهای غربی، قانونی شد. استفاده از آن هنوز هم کم است، به طوری که بسیاری از زوج‌ها کاندوم را ترجیح می‌دهند. تمایلات جنسی در ژاپن به‌طور جداگانه از سرزمین اصلی آسیا شکل گرفته‌است، و ژاپن دیدگاه کنفوسیایی‌ها دربارهٔ ازدواج را که در آن عفاف بسیار مورد توجه است، اتخاذ نکرد. با این حال، تولد خارج از ازدواج در ژاپن نادر است.

## ورزش
- تیم ملی فوتبال زنان ژاپن
- تیم ملی فوتبال زیر ۱۷ سال زنان ژاپن
- تیم ملی فوتبال زیر ۲۰ سال زنان ژاپن
- تیم ملی والیبال زنان ژاپن

## تن‌فروشی
- انجو-کسای
- سوماتا
- یوکاکو
- اوئیران

## بیشتر خواندن
- Akiba, Fumiko (مارس ۱۹۹۸). "WOMEN AT WORK TOWARD EQUALITY IN THE JAPANESE WORKPLACE". Look Japan. Archived from the original on 2002-03-21.